# مصفاة الزاوية
مصفاة الزاوية هي مصفاة التكرير النفط تقع في مدينة الزاوية ,تُدار من قبل شركة الزاوية لتكرير النفط
وافتتحت المصفاة في عام 1974، وتنتج حالياً ما يُقدر ب 120،000 برميل (19000 M3) من منتجات النفط في اليوم الواحد (برميل يوميا).

## أنظر أيضاً
مصفاة رأس لانوف